# Esagila
Ésagila (sumersko 𒂍𒊕𒅍𒆷 É-SAǦ-ÍL.LA, tempelj z veličastnim vrhom) je bil tempelj, posvečen bogu Marduku, zaščitniku Babilona. Tempelj stoji južno od zigurata Etemenanki.

## Lokacija templja
V verovanju Babilonov je bilo svetišče Esagil središče njihovega sveta. To dokazuje tudi dejstvo, da je bil zgrajen sredi mesta Babilon. V kompleks templja se je najprej vstopilo skozi dvorišče, ki meri približno 40 krat 70 metrov. Nato ste morali prečkati drugo dvorišče (40 x 25 metrov), preden ste stali pred svetiščem Esagil. Svetišče je bilo sestavljeno iz dveh posvečenih prostorov, predprostora in »svetišča svetih«, v katerem sta bila kipa Marduka in njegove žene Ṣarpanitu.
Severno od templja Esagila je bil Etemenanki (sumersko: hiša »temelj neba in zemlje«). Na Etemenanki je bil zgrajen tempeljski stolp (zigurat). Zigurat Etemenanki se običajno razlaga kot babilonski stolp.

## Opis
V templju je bila kultna podoba Marduka, obdana s kultnimi podobami mest, ki so od 18. stoletja pr. n. št. padla pod babilonsko oblast. V templju je bilo tudi majhno jezero, katero so svečeniki imenovali Abzu. Predstavljalo je Mardukovega očeta in boga voda Enkija. Enki je prebival v Abzuju, ki je bi vir vseh sladkih voda.
Kompleks Esagila, kateremu je dal končno podobo Nebukadnezar II. (604–562 pr. n. št.), je bil središče Babilona. Obsegal je veliko dvorišče (približno 40×70 m), manjše dvorišče (približno 25×40 m) in osrednje svetišče, sestavljeno iz predsobe in notranjega svetišča s kipoma Marduka in njegove žene Sarpanit.
Po Herodotu je Kserkses po osvojitvi Babilonije leta 483 pr. n. št. iz Esagile odstranil kipe, oskrunil svetišče in oplenil mesto. Aleksander Veliki je ukazal obnovo svetišča. Tempelj se je kot ena od zadnjih trdnjav babilonske kulture, v katero je, med drugim, spadala babilonska kniževnost, pisana s klinopisom, vzdrževal celo 2. stoletje pr. n. št. Med partsko vladavino so prebivalci postopoma zapustili mesto in tempelj je v 1. stoletju pr. n. št. začel propadati. 
Esagilo je pod ogromnim kupom razvalin odkril nemški arheolog Robert Koldewey novembra 1900. Resne raziskave najdišča so se začele leta 1910. Visoke vode so zabrisale napise na večini na soncu sušenih zidakov in druga najstarejša gradiva. Večina najdb je iz novobabilonskega in kasnejših obdobij. Podatki z Esagilske tablice, ki je prepis besedila iz leta 229 pr. n. št., v vrsticah 1-15 opisujejo Esagilo preden je prešel na zigurat Etemenaki, kar je olajšalo rekonstrukcijo templja. Tablica, ki jo je leta 1872 opisal angleški asirolog George Smith, se je za nekaj časa izgubila v zasebnih rokah, potem pa se je našla in začela prevajati.

## Kultne dejavnosti v templju
Na začetku pomladi so v templju Esagila praznovali začetek kultnega leta v čast Marduka. Festival Akitu je trajal 12 dni. Slovesnosti so med drugim obeležile, kako je Marduk četrti dan ustvaril vesolje, Esagilo in Babilon z izvedbo epa Enûma elîš. Drugi dnevi so bili polni obrednega čiščenja, žrtvovanja, prerokb, pokore in spravnih obredov med Mardukom in kraljem, predvsem pa s procesijami.

## Tablica iz Esagila
Podatki s tablice iz Esagila, ki je bila prepisana iz starejših besedil leta 229 pr. n. št. in opisuje Esagilo v vrsticah 1–15, preden so bili preneseni na zigurat Etemenanki, so pomagali pri rekonstrukciji templja. Tablica, ki jo je leta 1872 opisal George Smith, je za nekaj časa izginila v zasebnih rokah, preden se je ponovno pojavila in začela razlagati.
Tablica iz Esagila vsebuje babilonske metode računanja, ki veljajo za svete, saj zadaj piše »naj posvečen pokaže posvečenemu, ne-posvečeni tega ne sme videti«. Na sprednji strani tablica pojasnjuje zgodovino in inženiring 7-nadstropnega templja Etemenanki (za katerega se pogosto misli, da je navdihnil Babilonski stolp v Svetem pismu).